# Bathyconchoecia subrufa
Bathyconchoecia subrufa är en kräftdjursart som beskrevs av Angel 1970. Bathyconchoecia subrufa ingår i släktet Bathyconchoecia och familjen Halocyprididae. Inga underarter finns listade.